# Chiesa di San Vigilio (Corvara in Badia)
La chiesa di San Vigilio è la parrocchiale di Colfosco, frazione di Corvara in Badia, in provincia autonoma di Bolzano. Appartiene al decanato della Val Badia della diocesi di Bolzano-Bressanone.